# Ernesto Gonçalves da Costa
Ernesto Gonçalves da Costa OFM (* 13. August 1921 in São Romão de Ucha; † 7. Januar 2002) war Bischof von Faro.

## Leben
Ernesto Gonçalves da Costa trat der Ordensgemeinschaft der Franziskaner bei und empfing am 25. Juli 1946 die Priesterweihe.
Johannes XXIII. ernannte ihn am 27. Oktober 1962 zum Bischof von Inhambane. Der Erzbischof von Lourenço Marques, Custódio Alvim Pereira, spendete ihm am 30. Dezember desselben Jahres die Bischofsweihe; Mitkonsekratoren waren Manuel de Medeiros Guerreiro, Bischof von Nampula, und José dos Santos Garcia SMP, Bischof von Porto Amélia.
Er nahm an der zweiten bis vierten Sitzungsperiode des Zweiten Vatikanischen Konzils teil. Der Papst ernannte ihn am 27. August 1974 zum Apostolischen Administrator von Lourenço Marques. Am 23. Dezember 1974 wurde er zum Bischof von Beira ernannt. Zum Apostolischen Administrator von Inhambane wurde er am 18. Januar 1975 ernannt. Von seinem Amt als Apostolischer Administrator von Lourenço Marques trat er am 9. März 1975 zurück. Von seinem Amt als Apostolischer Administrator von Inhambane trat er am 8. Februar 1976 zurück. Von seinem Amt als Bischof von Beira trat er am 3. Dezember 1976 zurück. Paul VI. ernannte ihn am 4. April 1977 zum Bischof von Faro. Von diesem Amt trat er am 21. April 1988 zurück.